# روث فلاورز
روث فلاورز (بالإنجليزية: Ruth Flowers)‏ هي دي جيه وموسيقية بريطانية، ولدت في 29 مارس 1940 في برستل في المملكة المتحدة، وتوفيت في 27 مايو 2014.

## وصلات خارجية
- الموقع الرسمي